# برايس بوسنيتش
برايس مايكل بوسنيتش، (Brice Bosnich). (3 يونيو 1936 - 13 أبريل 2015)، كان كيميائيًا أستراليًا غير عضوي. حصل على تقدير لتصميم بروابط معقدة مفيدة في الحفز المتجانس.